# Tinglev
Tinglev es una localidad situada en el municipio de Aabenraa, en la región de Dinamarca Meridional (Dinamarca), con una población estimada a principios de 2018 de unos 2790 habitantes.
Se encuentra ubicada al sur de la región, cerca de la frontera con Alemania y de la costa del mar Báltico.

## Historia
A raíz de la Guerra de los Ducados y la Paz de Praga de 1866, Tinglev formó parte hasta 1920 de la provincia de Schleswig-Holstein dentro del Imperio Alemán.
En 1920, tras la derrota del Imperio alemán en la I Guerra Mundial, las potencias aliadas victoriosas organizaron dos plebiscitos en el norte y el centro de la provincia de Schleswig. En el norte de Schleswig el 75% de los votos fueron en favor de la reunificación con Dinamarca y el 25% por permanecer dentro de Alemania. En el centro de Schleswig, la situación fue la inversa, con el 80% en favor de permanecer en Alemania y el 20% en Dinamarca. El 15 de junio de 1920, el norte de Schleswig fue oficialmente anexionado a Dinamarca.